# Paolo Agazzi
Paolo Agazzi Sacchini (Motta Baluffi, Cremona, Itàlia; 5 de maig de 1946) és un director de cinema italià nacionalitzat bolivià.

## Biografia
Va estudiar Ciències Polítiques i Econòmiques en la Universitat Estatal de Milà. Posteriorment estudia guió i direcció en la Civica Scuola di Cinema, també a Milà.
Després de fer alguns treballs de filmació en Itàlia, migra a Bolívia en 1976 i s'uneix a la Productora Ukamau dirigida per Antonio Eguino, participant en diverses pel·lícules com Chuquiago (1977) en la qual va fer les tasques de productor executiu i ajudant de direcció. A la fi de la dècada de 1970 i principis de la de 1980 va dirigir el Taller de Cinema de la Universitat Major de San Andrés, i el Taller de Cinema Ukamau.
Després de treballar com a director de canals de televisió i realitzar diverses produccions per a aquest format, fongui la seva productora cinematogràfica anomenada Pegàs a la ciutat de La Paz. El seu primer llargmetratge, Mi socio (1982), va ser aclamat, premiat internacionalment i es va convertir en la pel·lícula boliviana més taquillera.
Des de llavors ha treballat com a director i productor de diversos films realitzats al país sud-americà.

## Filmografia

### Com a director
- Mi socio (1982)
- Los hermanos Cartagena (1985)
- El día que murió el silencio (1998)
- El atraco (2004)
- Sena/Quina, la inmortalidad del cangrejo (2005)

### Com a productor
- American Visa - Director Juan Carlos Valdivia (2003)
- Escríbeme postales a Copacabana - Director Thomas Kronthaler (2009)
- Sigo siendo el rey (2017)